# Rosario Crocetta
 (octobre 2017).
Si vous disposez d'ouvrages ou d'articles de référence ou si vous connaissez des sites web de qualité traitant du thème abordé ici, merci de compléter l'article en donnant les références utiles à sa vérifiabilité et en les liant à la section « Notes et références ».
Pour les articles homonymes, voir Crocetta et Rosario (prénom).
Rosario Crocetta, né le 8 février 1951 à Gela, est un homme politique italien, membre du Parti démocrate. Il est président de la région de Sicile de 2012 à 2017.

## Biographie
Il est membre successivement du Parti communiste italien, du Parti de la refondation communiste, de la Fédération des Verts, du Parti des communistes italiens et enfin du Parti démocrate depuis octobre 2008.
Adjoint au maire de Gela, chargé de la culture de 1996 à 1998, puis de l'éducation de 2000 à 2001, il se présente comme maire avec une alliance de centre gauche en 2002. La victoire du candidat de centre droit est invalidée à cause des pressions exercées par la mafia en sa faveur, et le tribunal administratif proclame Rosario Crocetta élu en 2003. Il est réélu au premier tour en 2007 avec 64,8 % des voix. 
Après Nichi Vendola, il est le deuxième maire d'une ville italienne à se déclarer homosexuel. « Chrétien, communiste et fier d'être gay », il tente de se débarrasser de la mafia, très puissante dans sa commune. Son caractère intransigeant à l'égard de cette organisation lui vaut de nombreux ennemis et le fait vivre sous escorte permanente.
Aux élections européennes de 2009, il est candidat du Parti démocrate dans la circonscription Italie insulaire et avec 150 091 voix de préférence, est élu député européen, comme Rita Borsellino, autre symbole de la lutte contre la mafia.
Lors des élections régionales siciliennes anticipées du 28 octobre 2012, il est tête de liste du Parti démocrate et du centre gauche et remporte la majorité relative avec 30,5 % des voix seulement 39 sièges sur 90 à l'Assemblée régionale. Il devient président de la région. En décembre 2012, il fonde son propre mouvement, qui prend pour nom « le Mégaphone » qui se présente aux élections générales de 2013 uniquement au Sénat et en Sicile. En alliance avec Italie. Bien commun, il obtient l'élection de Giuseppe Lumia.
En 2017, il ne se représente pas aux élections régionales.